# 井尻哲也
井尻 哲也（いじり てつや、1984年10月12日 - ）は、日本のスポーツ科学者。茨城県つくば市出身。東京大学大学院総合文化研究科助教、北海道日本ハムファイターズアナリスト。

## 経歴
小学2年生の時、松代ブルーサンダースで野球を始め、6年生の頃から投手として試合に出場するようになる。つくば市立手代木中学校では軟式野球部に所属し、茨城県の強化チームにも入ったが、他の選手との体格や技術力の違いを圧倒された。中学卒業後は茨城県立土浦第一高等学校に進学し、硬式野球部に所属したが、3年間で県大会ベスト16が最高であった。
自分の力を試すために東京六大学野球への挑戦を決意し、東京大学の理科二類に合格。農学部生物システム工学科へ進学した。硬式野球部でも当初は投手だったものの早々に肩を故障。2年春の開幕時点までは投手登録となっていたが、出場機会を増やすために内野手に転向した。2006年春季新人戦では立教大学相手に3打数3安打1打点の活躍をし、勝利に貢献。4年の2008年度は主将を務めた。
肩を故障している影響もあり、大学卒業後は大学院の総合文化研究科に進学し、研究者の道に進む。自身が故障に泣かされたから、修士課程では渡會公治の下、スポーツによる怪我に関連したスポーツ医学の研究をし、博士課程でニューロリハビリテーションの研究をしている中澤公孝の研究室へ移ってスポーツサイエンスの研究を立ち上げる。中澤の研究室では初めて野球に関する研究で博士号を取得した。その後、NTTコミュニケーション科学基礎研究所の柏野牧夫と出会い、2014年8月に博士研究員として同研究所のにリサーチアソシエイトに着任した。
2016年4月より東京大学大学院総合文化研究科助教となり、中澤の研究室でスポーツ科学、認知行動科学の研究を続ける。視覚運動制御のメカニズム、情動と感覚情報処理および運動制御の関連について研究し、中澤の研究室の野球研究の中枢を担った。また、当時、元プロ野球選手で東大野球部特別コーチの桑田真澄が研究生として在籍。野球チームを結成し、井尻は桑田とのプレーを経験している。
2021年3月、日本プロ野球の北海道日本ハムファイターズのチーム統括本部が、井尻をアナリストとして招聘。同月をもって中澤の研究室を離れた。